# Weltneria bekae
Weltneria bekae is een rankpootkreeftensoort uit de familie van de Lithoglyptidae. De wetenschappelijke naam van de soort is voor het eerst geldig gepubliceerd in 2001 door Kolbasov.